# Грант, Фэй
Фэй Эли́забет Грант (англ. Faye Elizabeth Grant), урождённая — Йо (англ. Yoe; 16 июля 1957, Сент-Клэр-Шорс, Мичиган, США) — американская актриса и певица.

## Биография
Фэй Элизабет Йо (фамилия Грант при рождении) родилась 16 июля 1957 года в Сент-Клэр-Шорсе (штат Мичиган, США) в семье полицейского, который хотел, чтобы она стала юристом. Фэй сменила свою фамилию с Йо на Грант в честь улицы, на которой она выросла. Грант ушла из дома в 18 лет и путешествовала автостопом по всей Мексике, США и Канаде. После жизни в Мехико, где она снялась в испанских рекламных роликах, она переехала в Лос-Анджелесе (штат Калифорния, США).

## Карьера
Фэй дебютировала в кино в 1981 году, сыграв роль Тины в короткометражном фильме «Главная комната». Всего Грант сыграла в 32-х фильмах и телесериалах.
Также Фэй является певицей.

## Личная жизнь
В 1985—2015 года Фэй была замужем за актёром Стивеном Коллинзом. У супругов есть дочь — Кейт Коллинз (род.1989).

## Избранная фильмография
| Год  |     | Русское название            | Оригинальное название  | Роль           |
| ---- | --- | --------------------------- | ---------------------- | -------------- |
| 1981 | кор | Главная комната             | Homeroom               | Тина           |
| 1983 | с   | V                           | V                      | Джульет Пэрриш |
| 1984 | с   | Победа: Последняя битва     | V (The Final Battle)   | Джульет Пэрриш |
| 1988 | ф   | Перекрёсток Делэнси         | Crossing Delancey      | Кэндис         |
| 1989 | ф   | Январский человек           | The January Man        | Элисон Хоукинс |
| 1990 | ф   | Внутреннее расследование    | Internal Affairs       | Пенни Стреч    |
| 1991 | ф   | Омен 4: Пробуждение         | Omen IV: The Awakening | Карен Йорк     |
| 1991 | с   | Байки из склепа             | Tales from the Crypt   | Джанет         |
| 1992 | ф   | Кровавый след               | Traces of Red          | Бет Фрэйн      |
| 1996 | с   | Седьмое небо                | 7th Heaven             | Эбби Моррис    |
| 1999 | с   | Время твоей жизни           | Time of Your Life      | Джоан          |
| 2008 | ф   | Девушка моего лучшего друга | My Best Friend's Girl  | Меррили        |